# Aerea Teseo
Aerea Teseo es una compañía aérea italiana de capital privado nacida en Florencia el año inmediatamente sucesivo al fin de la Segunda Guerra Mundial.
Pese a su vida breve debida a diversas dificultades financiera que propiciaron el fin de su existencia y de un grave incidente en el cual, el 20 de febrero de 1948, el Douglas C-47-DL I-REGI se estrelló cerca de Collesalvetti y que causó la muerte de tres miembros de la tripulación y de casi todos sus pasajeros.
La flota de la Aerea Teseo estaba totalmente compuesta de Douglas DC-3 reconvertidos de los bimotor de transporte militar Douglas C-47 Dakota/Skytrain utilizados por la USAF en Italia durante la guerra y vendidos al final de las hostilidades a precios de ocasión.